# Луна Пир (Мичиген)
Луна Пир (енгл. Luna Pier) град је у америчкој савезној држави Мичиген. По попису становништва из 2010. у њему је живело 1.436 становника.

## Демографија
Према попису становништва из 2010. у граду је живело 1.436 становника, што је 47 (3,2%) становника мање него 2000. године.
| Група             | 2000.         | 2010.         |
| Белци             | 1.388 (93,6%) | 1.321 (92,0%) |
| Афроамериканци    | 3 (0,2%)      | 12 (0,8%)     |
| Азијати           | 0 (0,0%)      | 7 (0,5%)      |
| Хиспаноамериканци | 45 (3,0%)     | 43 (3,0%)     |
| Укупно            | 1.483         | 1.436         |